# 鹿毛誠一郎
鹿毛 誠一郎（かげ せいいちろう、1975年3月5日 - ）は、福岡県北九州市若松区出身の元プロバスケットボール選手である。ポジションはセンター。あだ名はBig Daddy。

## 来歴
響南中学校在学中の13歳の時にバスケットボールを始める。高稜高校から九州東海大学（現在は東海大学に統合）、九東クラブを経て、2001年、オーエスジーフェニックスに入団。2007年に怪我のためアシスタントコーチに転じる。2008年、チームのbjリーグ転籍時に選手復帰。2011年引退、チームのアシスタントコーチに転じる。
2013年からは、チームのアシスタントゼネラルマネージャーに就任。

## 経歴
- 響南中学校 - 高稜高等学校 - 九州東海大学 - 九東クラブ - オーエスジーフェニックス（2001年〜2007年） - 浜松・東三河フェニックス（2008年〜2011年）